# Georges-Kévin N'Koudou
Georges-Kévin N'Koudou Mbida ou simplesmente Georges-Kévin N'Koudou ou N'Koudou (nascido em 13 de fevereiro de 1995) é um futebolista profissional francês com nacionalidade camaronesa que joga como ponta esquerda. Atualmente joga no Al-Diriyah.

## Carreira no clube

### França
Ele fez sua estreia na Ligue 1 no jogo de abertura da temporada 2013-14 em 11 de agosto de 2013 contra o SC Bastia. Ele substituiu Serge Gakpé no último minuto do jogo.
Em junho de 2015, N'Koudou completou uma mudança para Marseille por 1 milhão de libras . As suas atuações durante a temporada 2015-16 levaram-no a terminar em 30º na pesquisa da "Best Player" na Europa.

### Tottenham Hotspur
Em 31 de agosto de 2016, N'Koudou foi transferido para o Tottenham Hotspur por uma taxa de 11 milhões de libras, assinando um contrato de cinco anos com o clube . Ele fez sua estréia no Spurs contra Gillingham na FA Cup quando chegou aos 60 minutos para Christian Eriksen, seguido por uma estreia muito curta no campeonato quando ele chegou aos 90 minutos contra o Middlesbrough  . Ele fez 17 aparições para o clube na temporada 2016-17, principalmente como substitutos e começando em apenas dois jogos - um jogo da EFL Cup contra o Liverpool em 25 de outubro de 2016 e um empate da FA Cup contra o Wycombe Wanderers em 28 de janeiro de 2017.
Em sua primeira partida na temporada 2017-18, N'Koudou marcou seu primeiro gol pelo Tottenham na partida do grupo da Champions League contra o APOEL em 6 de dezembro de 2017, que terminou com uma vitória por 3-0. 

### Burnley (empréstimo)
Em 8 de janeiro de 2018, Nkoudou completou uma transferência de empréstimo para o clube Burnley da Premier League até o final da temporada 2017-18.  Ele não conseguiu entrar na primeira equipe regularmente e foi principalmente um "back-up" para Jóhann Berg Guðmundsson, fazendo oito aparições. 